# Leucodon sapporensis
Leucodon sapporensis là một loài Rêu trong họ Leucodontaceae. Loài này được Besch. mô tả khoa học đầu tiên năm 1893.